# David Sánchez
David Sánchez Muñoz (Zamora, 20 aprile 1978) è un allenatore di tennis ed ex tennista spagnolo, professionista dal 1998 al 2005.
In carriera ha raggiunto la 41ª posizione di ranking in singolare il 21 febbraio 2003, subito dopo il suo primo successo in un torneo dell'ATP Tour a Viña del Mar contro Marcelo Ríos, più tardi nello stesso anno si è aggiudicato anche il BCR Open Romania di Bucarest, sconfiggendo in finale l'altro cileno Nicolás Massú.
Vanta anche cinque successi e sei finali perse nel circuito challenger.

## Statistiche

### Singolare

#### Vittorie (1)
| Legenda                                                       |
| Grande Slam (0)                                               |
| Tennis Masters Cup / ATP World Tour Finals (0)                |
| Masters Series / ATP World Tour Master 1000 (0)               |
| Giochi olimpici (0)                                           |
| ATP International Series Gold / ATP World Tour 500 Series (0) |
| ATP International Series / ATP World Tour 250 Series (2)      |

| Numero | Data             | Torneo                      | Superficie  | Avversario in finale | Punteggio     |
| 1.     | 17 febbraio 2003 | Movistar Open, Viña del Mar | Terra rossa | Marcelo Ríos         | 1-6, 6-3, 6-3 |
| 2.     | 14 febbraio 2003 | BCR Open Romania, Bucarest  | Terra rossa | Nicolás Massú        | 6-2, 6-2      |

### Tornei minori

#### Singolare

##### Vittorie (5)
| Legenda tornei minori |
| Challenger (5)        |
| Futures (0)           |

| Numero | Data              | Torneo                        | Superficie  | Avversario in finale | Punteggio     |
| 1.     | 20 settembre 1999 | Brașov Challenger, Brașov     | Terra rossa | Thierry Guardiola    | 6-2, 0-6, 6-2 |
| 2.     | 20 marzo 2000     | Lisbon Challenger, Lisbona    | Terra rossa | Jiří Vaněk           | 6-4, 3-6, 6-2 |
| 3.     | 26 giugno 2000    | BSI Challenger Lugano, Lugano | Terra rossa | Attila Sávolt        | 6-3, 6-2      |
| 4.     | 10 settembre 2000 | Kiev Challenger, Kiev         | Terra rossa | Attila Sávolt        | 4-6, 6-3, 6-3 |
| 5.     | 24 giugno 2002    | Nord LB Open, Braunschweig    | Terra rossa | José Acasuso         | 5-1 rit.      |

##### Finali perse (6)
| Legenda tornei minori |
| Challenger (6)        |
| Futures (0)           |

| Numero | Data              | Torneo                                          | Superficie  | Avversario in finale | Punteggio     |
| 1.     | 10 luglio 2000    | Ulm Challenger, Ulma                            | Terra rossa | Germán Puentes       | 3-6, 3-6      |
| 2.     | 23 aprile 2001    | Bermuda Open Challenger, Paget                  | Terra verde | José Acasuso         | 6(4)–7, 1-6   |
| 3.     | 8 ottobre 2001    | Sardinian International Championships, Cagliari | Terra rossa | Fernando Vicente     | 6-4, 2-6, 4-6 |
| 4.     | 23 settembre 2002 | Pekao Open, Stettino                            | Terra rossa | Nikolaj Davydenko    | 3-6, 3-6      |
| 5.     | 11 agosto 2003    | San Marino CEPU Open, San Marino                | Terra rossa | Alessio Di Mauro     | 3-6, 2-3 rit. |
| 6.     | 27 settembre 2004 | Pekao Open, Stettino                            | Terra rossa | Edgardo Massa        | 2-6, 2-6      |